# Gender Dentistry International
Gender Dentistry International e. V., kurz GDI, ist eine deutsche wissenschaftliche Fachgesellschaft mit internationaler Ausrichtung. Ihr Sitz ist in Berlin. Sie wurde 2011 unter dem Namen Gesellschaft für geschlechterspezifische Zahn-, Mund- und Kieferheilkunde, kurz DGGZ, gegründet. Das Ziel der GDI ist die Förderung der Wissenschaft auf dem Gebiet geschlechterspezifischer Aspekte in der Zahn-, Mund- und Kieferheilkunde.
Die Fachgesellschaft koordiniert die Entwicklung geschlechtsspezifischer Leitlinien für zahnmedizinische Therapien. Aspekte wie die notdürftige Berücksichtigung des Geschlechts im aktuellen Forschungsstand begründen das Engagement der wissenschaftlichen Überprüfung des Behandlungskonzepts.

## Aufgaben
Die Aufgaben der GDI sind:
- Gender Research
- Forschungsförderung
- Initiierung von Studien/Masterarbeiten etc. auf dem Gebiet der Gender Dentistry
- Interdisziplinäre Zusammenarbeit
- Fortbildung und Kommunikation

### GDI Wissenschaftspreise zu geschlechterspezifischen Aspekten
Mit der Ausschreibung von zwei Wissenschaftspreisen fördert der Gender Dentistry International e. V. gezielt die Weiterentwicklung geschlechtsspezifischer Studien in der Zahn-, Mund- und Kieferheilkunde. Zum einen werden mit den dotierten „Nolting Award for Studies in Gender Dentistry“ Publikationen die nach neuen Erkenntnissen zu geschlechtsspezifischen Behandlungen ausgezeichnet. Benannt ist der Preis nach seinem Stifter Dr. med. Tim Nolting MSc. Zum anderen werden durch den „GDI Award for Excellence in Gender Dentistry“, Hochschullehrer für ihr Engagement in Forschung und Lehre geehrt.